# Beleg de Arthedain
Beleg, que significa «el Glorioso» o «el Grandioso» tanto en quenya como en sindarin, es un personaje ficticio perteneciente al legendarium del escritor británico J. R. R. Tolkien. Nacido en el año 811 T. E., Beleg era un Dúnadan, hijo de Amlaith, el primer Rey de Arthedain, y por tanto nieto de Eärendur, el último Rey de Arnor. 
Tras la muerte de su padre en el año 946 TE, Beleg se convirtió en el segundo Rey de Arthedain.
Durante su reinado, los Istari llegaron a la Tierra Media desde Aman, para ayudar en la lucha contra Sauron. Además, comienzan los primeros enfrentamientos armados entre los reinos de Cardolan y Rhudaur por la posesión de la Palantir de Amon Sûl.
Tras 83 años de reinado y 218 de vida, muere en el año 1029 T. E.. Es sucedido por su hijo Mallor.